# Nakanoshima Festival Tower East
 (janvier 2013).
Si vous disposez d'ouvrages ou d'articles de référence ou si vous connaissez des sites web de qualité traitant du thème abordé ici, merci de compléter l'article en donnant les références utiles à sa vérifiabilité et en les liant à la section « Notes et références ».
Nakanoshima Festival Tower East est un gratte-ciel de bureaux situé quelques blocs devant la gare d'Osaka et le district Umeda. En fait, la tour de 199 mètres remplace l'ancien Osaka festival hall qui va faire partie de la nouvelle tour en occupant le 2e étage. Le journal Asahi va en occuper les 9e au 12e étages.
Il y a un restaurant au 12e étage et un observatoire ouvert au 13e étage.
La tour comprend 39 étages au total, plus deux sous-sols.